# Arizona Cardinals 2022
La stagione 2022 degli Arizona Cardinals è stata la 103ª della franchigia nella National Football League, la 35ª nello stato dell'Arizona, la quarta e ultima con Kliff Kingsbury come capo-allenatore e la decima e ultima con Steve Keim come general manager.
La squadra non riuscì a migliorare il record di 11–6 della stagione precedente dopo una sconfitta nella settimana 11 contro i San Francisco 49ers e mancò l'accesso ai playoff dopo una sconfitta nella settimana 15 contro i Denver Broncos. Infortuni chiave ai loro titolari e giocate incostenti sia in attacco che in difesa portarono a concludere la stagione con una striscia di sette sconfitte consecutive, il terzo anno consecutivo che la squadra collassò nella seconda parte della stagione, pareggiando il record di franchigia di 13 sconfitte stabilito nel 2000 e nel 2018. Il club perse tutte le otto partite in casa dove vinse una sola partita dopo la settimana 8 della stagione precedente. Il 9 gennaio 2023, il giorno successivo l'ultima gara della stagione, i Cardinals licenziarono Kliff Kingsbury da capo-allenatore e comunicarono l'addio per motivi di salute del general manager Steve Keim. Inoltre anche il tre volte difensore dell'anno J.J. Watt, che nel 2022 guidò Arizona in sack, annunciò il suo ritiro.

## Scelte nel Draft 2022
| Scelte dei Cardinals nel Draft 2022 |        |                   |       |                 |
| Giro                                | Scelta | Giocatore         | Ruolo | College         |
| 2                                   | 55     | Trey McBride      | TE    | Colorado State  |
| 3                                   | 87     | Cameron Thomas    | DE    | San Diego State |
| 3                                   | 100    | Myjai Sanders     | DE    | Cincinnati      |
| 6                                   | 201    | Keaontay Ingram   | RB    | USC             |
| 6                                   | 215    | Lecitus Smith     | OG    | Virginia Tech   |
| 7                                   | 244    | Christian Matthew | CB    | Valdosta State  |
| 7                                   | 256    | Jesse Luketa      | LB    | Penn State      |
| 7                                   | 257    | Marquis Hayes     | OG    | Oklahoma        |

## Staff
| Staff degli Arizona Cardinals nel 2023 |
| --- |
| Organi dirigenziali - Proprietario/chairman/presidente – Michael Bidwill - General manager – Steve Keim - Vice presidente del personale dei giocatori – Quentin Harris - Vice presidente del personale professionistico – Adrian Wilson - Vice presidente delle operazioni del football – Matt Caracciolo - Direttore del personale dei giocatori – Dru Grigson - Direttore degli osservatori del college – Chris Culmer - Direttore dell'amministrazione del football – Matt Harriss - Dirigente del personale senior – Terry McDonough Capo allenatore - Capo-allenatore – Kliff Kingsbury - Assistente c.a./Coordinatore special team – Jeff Rodgers Altri allenatori - Preparatore atletico – Buddy Morris - Assistente p.a. – Mark Naylor Allenatori dell'attacco - Quarterback – Cameron Turner - Running back – James Saxon - Wide receiver – Shawn Jefferson - Assistente wide receiver – Spencer Whipple - Tight end – Steve Heiden - Gioco sulle corse/offensive line – Sean Kugler - Assistente offensive line – Brian Natkin - Assistente attacco – Jerry Sullivan e Don Shumpert - Bill Bidwell coaching fellowship/assistente quarterback – Jordan Hogan Allenatori della difesa - Coordinatore difensivo – Vance Joseph - Defensive line – Matt Burke - Linebacker – Billy Davis - Outside linebacker – Charlie Bullen - Defensive back – Marcus Robertson - Cornerback – Greg Williams - Assistente difesa – Rusty McKinney - Controllo qualità difesa – Rob Grosso Allenatori dello special team - Assistente special team – Devin Fitzsimmons |

## Roster
| Roster degli Arizona Cardinals nel 2023 |
| --- |
| Quarterback - 19 Trace McSorley - 1 Kyler Murray Running Back - 26 Eno Benjamin - 6 James Conner - 30 Keaontay Ingram - 29 Jonathan Ward - 24 Darrel Williams Wide Receiver - 82 Andre Baccellia - 2 Marquise Brown - 83 Greg Dortch - 18 A.J. Green - 17 Andy Isabella - 4 Rondale Moore Tight End - 89 Stephen Anderson - 86 Zach Ertz - 85 Trey McBride - 87 Maxx Williams Offensive Linemen - 68 Kelvin Beachum T - 75 Max Garcia G - 64 Sean Harlow G - 76 Will Hernandez G - 61 Rodney Hudson C - 74 D.J. Humphries T - 79 Josh Jones T - 67 Justin Pugh G - 54 Lecitus Smith G Defensive Linemen - 94 Zach Allen DT - 91 Michael Dogbe DE - 95 Leki Fotu NT - 90 Rashard Lawrence NT - 93 Jonathan Ledbetter DE - 99 J.J. Watt DE Linebacker - 25 Zaven Collins ILB - 52 Victor Dimukeje OLB - 45 Dennis Gardeck OLB - 44 Markus Golden OLB - 42 Devon Kennard OLB - 56 Ben Niemann ILB - 41 Myjai Sanders OLB - 9 Isaiah Simmons ILB - 97 Cameron Thomas OLB - 47 Ezekiel Turner ILB - 51 Tanner Vallejo ILB - 59 Nick Vigil ILB Defensive Back - 3 Budda Baker FS - 35 Christian Matthew CB - 21 Trayvon Mullen CB - 7 Byron Murphy CB - 22 Deionte Thompson SS - 34 Jalen Thompson SS - 39 Jace Whittaker CB - 20 Marco Wilson CB Special Team - 46 Aaron Brewer LS - 14 Andy Lee P - 5 Matt Prater K Lista delle riserve - 48 Tae Daley FS (IR) - 72 Cody Ford G (IR) - 33 Antonio Hamilton CB (NF-Inj.) - 78 Marquis Hayes G (IR) - 10 DeAndre Hopkins WR (Sospeso) - 12 Colt McCoy QB (IR) - 66 Joshua Miles T (IR) - 28 Charles Washington FS (IR) - 13 Antoine Wesley WR (IR) Squadra di allenamento - 31 Corey Ballentine CB - -- Victor Bolden Jr. WR (Practice squad/Injured) - 71 Andrew Brown DT - 81 Jeff Cotton WR - 73 Rashaad Coward T (Practice squad/Injured) - 16 Jarrett Guarantano QB - 63 Danny Isidora G - 96 Manny Jones DE - 43 Jesse Luketa OLB - 60 Koda Martin G - 38 Steven Parker SS - 80 Bernhard Seikovits TE - 32 Josh Thomas FS - 70 Badara Traore T - 84 Javon Wims WR - 92 Antwaun Woods NT - 50 Chandler Wooten ILB 53 attivi, 9 inattivi, 16 nella squadra di allenamento |
| Legenda - I rookie sono in corsivo. - Il primo ruolo è il principale mentre gli eventuali successivi indicano i ruoli secondari. - (IR) sta per Injured Reserve ed indica la lista ristretta per un solo giocatore infortunato che può tornare ad allenarsi dopo la settimana 6 e a rientrare in prima squadra dopo che questa ha giocato 8 partite. - (NF-Inj.) / (NF-Ill.) stanno rispettivamente per Non-Football Injured e Non-Football Illness ed indicano le liste dove viene inserito un giocatore che ha un infortunio o una malattia non dipendente dal football americano. - (PUP) sta per Physically Unable to Perform ed indica la lista dove viene inserito un giocatore mentre è in attesa di recuperare la condizione fisica. Nella stagione regolare dopo la sesta partita giocata dalla propria squadra, il giocatore ha tempo tre settimane per riprendere ad allenarsi, più tre settimane aggiuntive dal suo rientro agli allenamenti per rientrare in prima squadra. |

## Precampionato
Il 12 maggio 2022 sono state annunciate le partite dei Cardinals nel precampionato. 
| Precampionato |                |                      |           |        |                    |         |
| Settimana     | Data           | Avversario           | Risultato | Record | Stadio             | Sintesi |
| 1             | 12 agosto 2022 | @ Cincinnati Bengals | V 36-23   | 1-0    | Paycor Stadium     | Sintesi |
| 2             | 21 agosto 2022 | Baltimore Ravens     | S 17-24   | 1-1    | State Farm Stadium | Sintesi |
| 3             | 27 agosto 2022 | @ Tennessee Titans   | S 23-26   | 1-2    | Nissan Stadium     | Sintesi |

## Stagione regolare

### Calendario
Il calendario della stagione regolare è stato annunciato il 12 maggio 2022. Il gruppo degli avversari, stabiliti sulla base delle rotazioni previste dalla NFL per gli accoppiamenti tra le division nonché dai piazzamenti ottenuti nella stagione precedente, fu giudicato come il 2º più duro da affrontare tra tutti quelli della stagione 2022.
| Stagione regolare |                   |                          |               |        |                            |         |
| Settimana         | Data              | Avversario               | Risultato     | Record | Stadio                     | Sintesi |
| 1                 | 11 settembre 2022 | Kansas City Chiefs       | S 21-44       | 0-1    | State Farm Stadium         | Sintesi |
| 2                 | 18 settembre 2022 | @ Las Vegas Raiders      | V 29-23 (DTS) | 1-1    | Allegiant Stadium          | Sintesi |
| 3                 | 25 settembre 2022 | Los Angeles Rams         | S 12-20       | 1-2    | State Farm Stadium         | Sintesi |
| 4                 | 2 ottobre 2022    | @ Carolina Panthers      | V 26-16       | 2-2    | Bank of America Stadium    | Sintesi |
| 5                 | 9 ottobre 2022    | Philadelphia Eagles      | S 17-20       | 2-3    | State Farm Stadium         | Sintesi |
| 6                 | 16 ottobre 2022   | @ Seattle Seahawks       | S 9-19        | 2-4    | Lumen Field                | Sintesi |
| 7                 | 20 ottobre 2022   | New Orleans Saints (T)   | V 42-34       | 3-4    | State Farm Stadium         | Sintesi |
| 8                 | 30 ottobre 2022   | @ Minnesota Vikings      | S 26-34       | 3-5    | U.S. Bank Stadium          | Sintesi |
| 9                 | 6 novembre 2022   | Seattle Seahawks         | S 21-31       | 3-6    | State Farm Stadium         | Sintesi |
| 10                | 13 novembre 2022  | @ Los Angeles Rams       | V 27-17       | 4-6    | SoFi Stadium               | Sintesi |
| 11                | 21 novembre 2022  | San Francisco 49ers (I)  | S 10-38       | 4-7    | Stadio Azteca              | Sintesi |
| 12                | 27 novembre 2022  | Los Angeles Chargers     | S 24-25       | 4-8    | State Farm Stadium         | Sintesi |
| 13                | Riposo            | Riposo                   | Riposo        | Riposo | Riposo                     | Riposo  |
| 14                | 12 dicembre 2022  | New England Patriots     | S 13-27       | 4-9    | State Farm Stadium         | Sintesi |
| 15                | 18 dicembre 2022  | @ Denver Broncos         | S 15-24       | 4-10   | Empower Field at Mile High | Sintesi |
| 16                | 25 dicembre 2022  | Tampa Bay Buccaneers (S) | S 16-19 (DTS) | 4-11   | State Farm Stadium         | Sintesi |
| 17                | 1º gennaio 2023   | @ Atlanta Falcons        | S 19-20       | 4-12   | Mercedes-Benz Stadium      | Sintesi |
| 18                | 8 gennaio 2023    | @ San Francisco 49ers    | S 13-38       | 4-13   | Levi's Stadium             | Sintesi |

Note:
- Gli avversari della propria division sono in grassetto.
- Il simbolo "@" indica una partita giocata in trasferta.
- (M) indica il Monday Night Football, (T) il Thursday Night Football, (S) il Sunday Night Football e (I) le International Series.

## Premi

### Premi settimanali e mensili
- Marco Wilson:

difensore della AFC della settimana 7